# Shirley Sitaldin

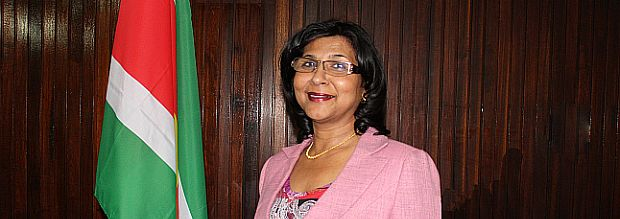
Shirley Sitaldin (2012)

Shirley Sitaldin (auch Sitaldien) ist eine surinamische Politikerin.

## Karriere
Sie war vom 3. Mai 2012 an Ministerin für Bildung und Volksentwicklung. Im Juni 2013 trat sie zurück. Ihr Amtsantritt und ihr Ausscheiden als Ministerin waren von Umbesetzungen im Kabinett Bouterse I geprägt.
Ihr Nachfolger als Bildungsminister war Ashwin Adhin.